# Ciemiernik biały
Ciemiernik biały (Helleborus niger) – gatunek wieloletniej rośliny z rodziny jaskrowatych. W naturze występuje na śródleśnych łąkach i skrajach lasów w środkowej i południowej części Europy (Austria, Niemcy, Szwajcaria, Słowenia, Bośnia i Hercegowina, Chorwacja, Czechy). W Polsce jest rośliną uprawianą. Polską nazwę zwyczajową zawdzięcza białym kwiatom, podczas gdy nazwa łacińska oznacza czarny (niger) – od ciemnobrunatnego, z czasem ciemniejącego do czarnego koloru korzeni rośliny.

## Morfologia

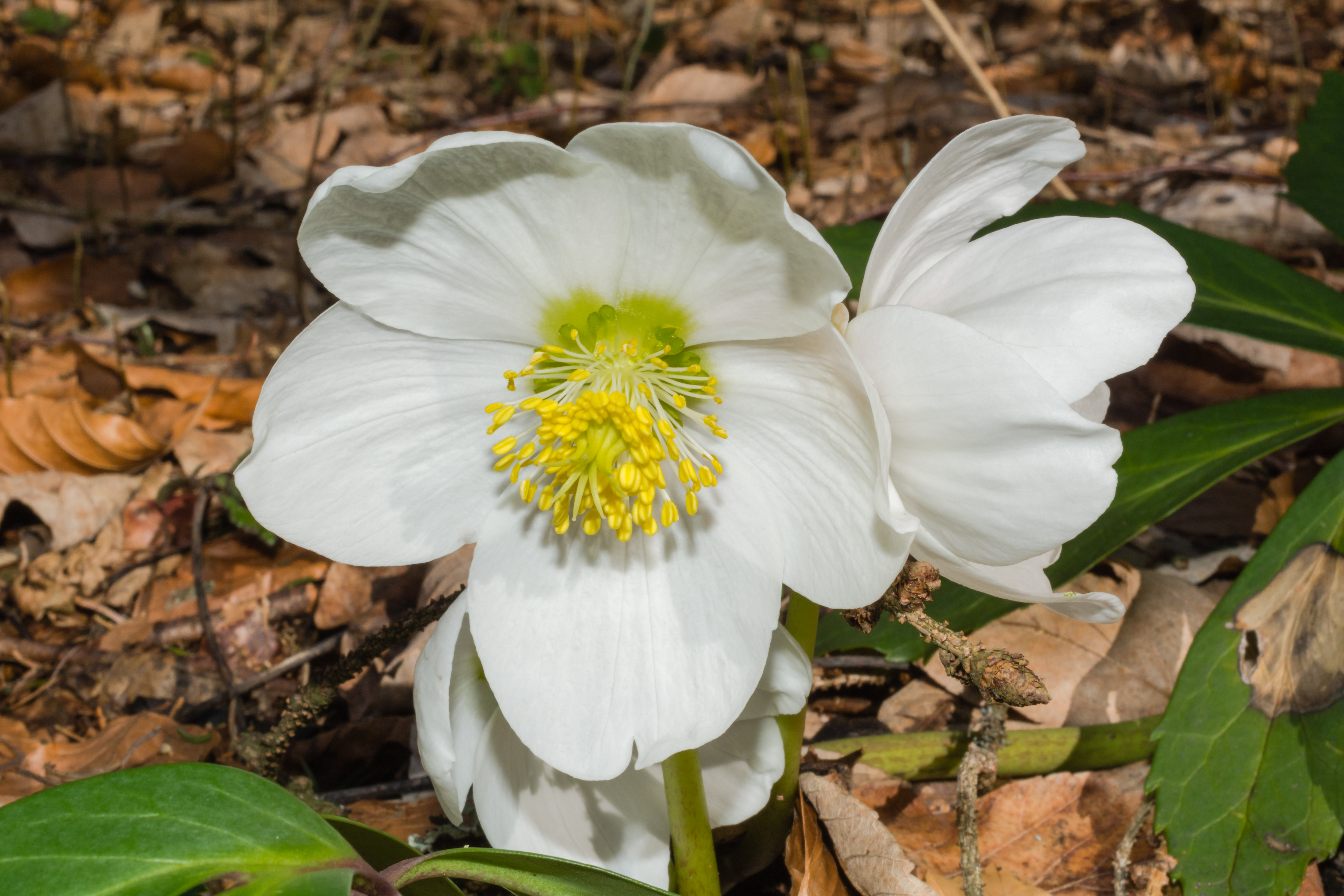
Kwiaty

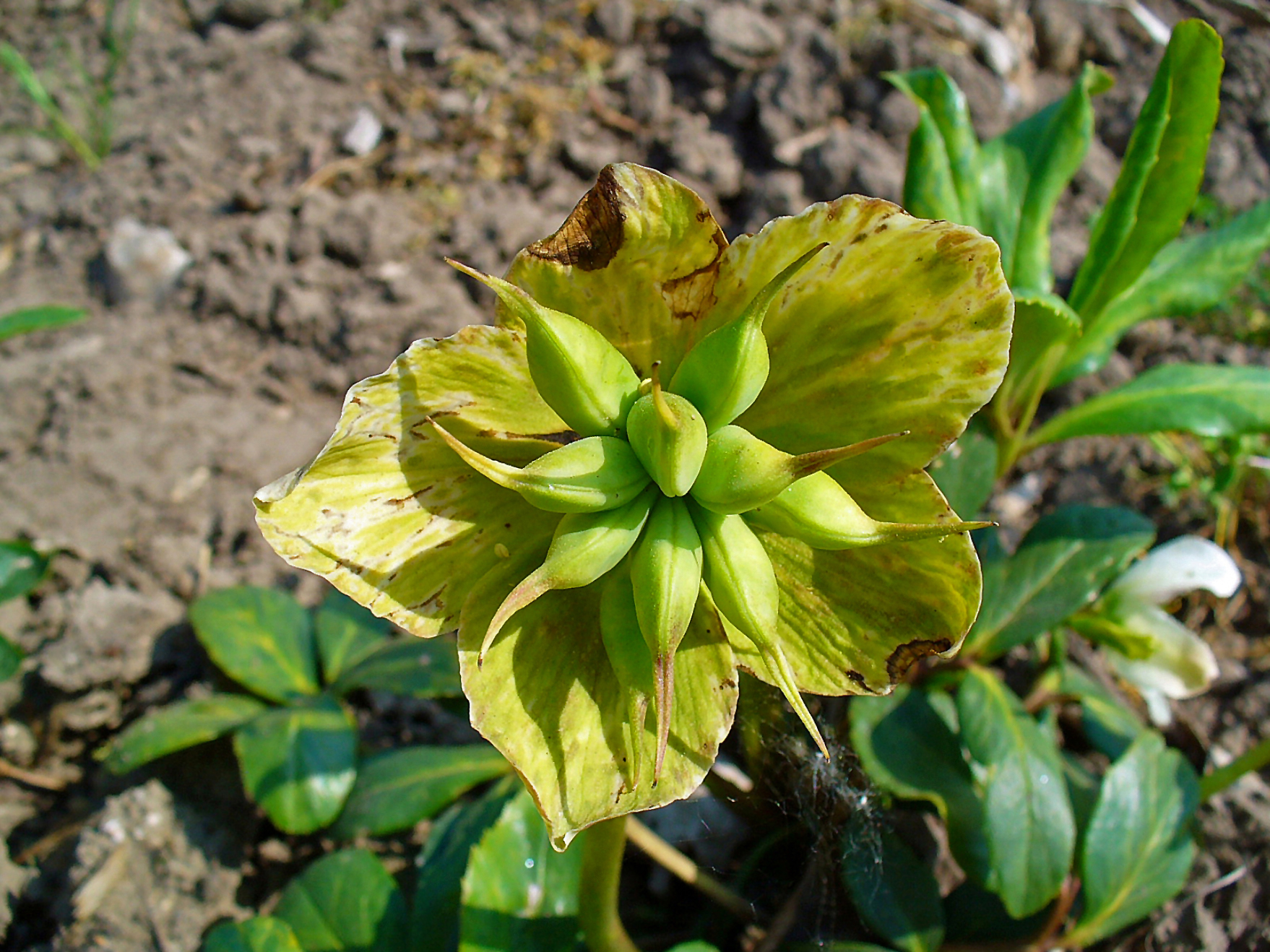
Owoce

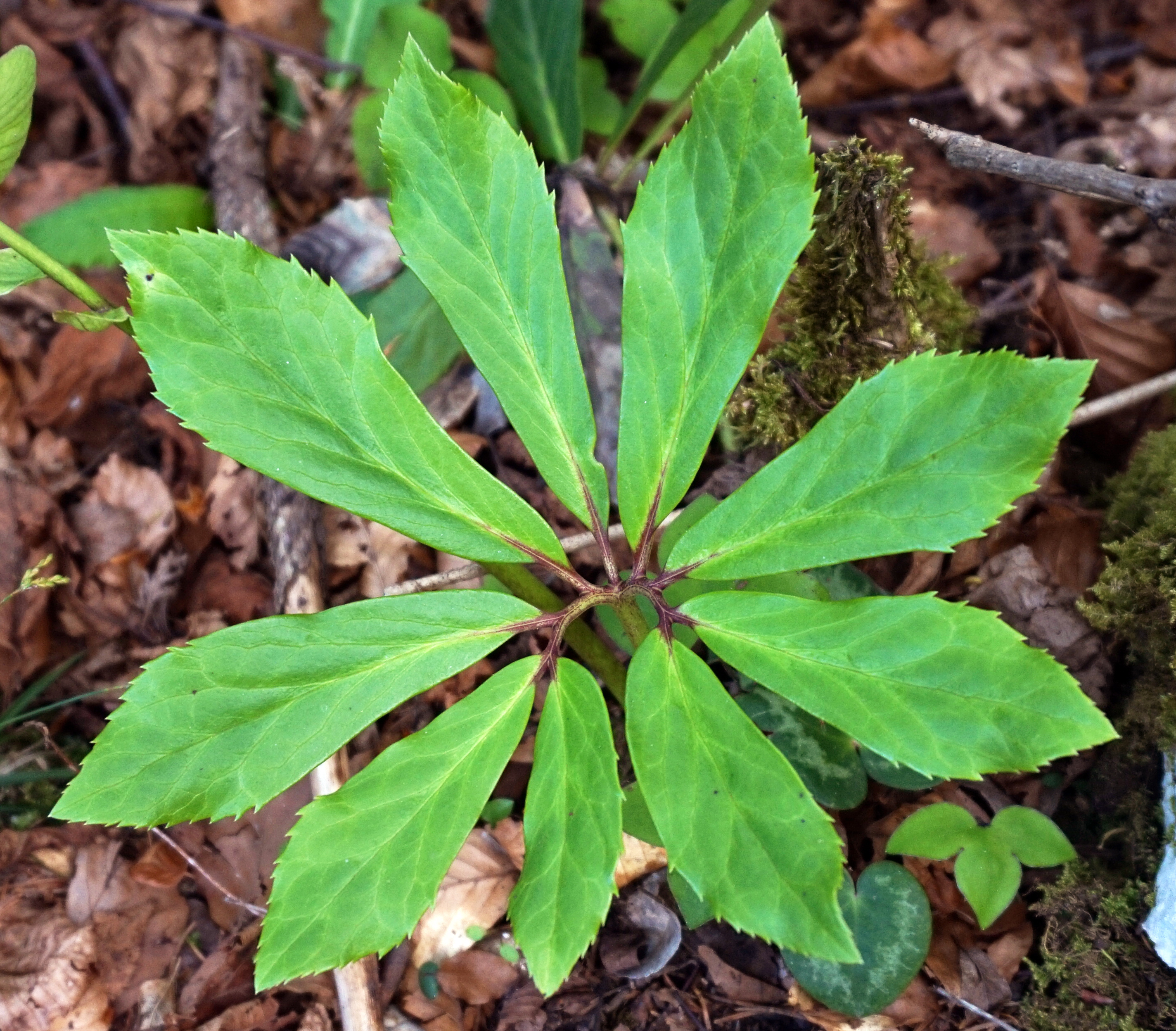
Liść

PokrójRoślina rosnąca do wysokości 25–30 cm.
LiścieZimozielone, 7–9 sieczne, o odcinkach jajowatych.
KwiatyOsiągają 3–8 cm średnicy. Okwiat barwy białej (niekiedy czerwieniejący podczas owocowania), 5-działkowy z licznymi pręcikami oraz kilkoma, zrastającymi się w dolnej części słupkami.
OwocMieszek.

## Zastosowanie
- Roślina ozdobna. Jest uprawiany na rabatach głównie ze względu na swój nietypowy okres kwitnienia. Przy sprzyjających warunkach klimatycznych w Polsce roślina ta zakwita w grudniu, w okresie świąt Bożego Narodzenia, stąd też na zachodzie Europy i w Polsce posiada inną nazwę – "róży Bożego Narodzenia", jednakże w przypadku mrozu i śniegu roślina opóźnia swoje kwitnienie do pierwszych odwilży – w lutym bądź w marcu[4].
- Roślina lecznicza. Kłącza tej rośliny zawierają glikozydy o działaniu podobnym do strofantyny. Jest surowcem używanym do wyrobu leków nasercowych. Cała roślina jest trująca[6].

## Uprawa
Najlepiej rośnie na częściowo zacienionych stanowiskach, na przepuszczalnej, próchnicznej i stale wilgotnej ziemi. Rozmnaża się go przez nasiona wysiewane wkrótce po ich zbiorze, gdyż szybko tracą one zdolność kiełkowania. Można też rozmnażać go przez podział silnie rozrośniętych kęp; najlepiej robić to również zaraz po przekwitnieniu. Po przekwitnieniu wskazane jest usuwanie kwiatostanów oraz ściółkowanie gleby kompostem. Rośliny bywają atakowane przez mszyce, zwalcza się je preparatami chemicznymi.